# Златан Видовић
Златан Видовић (Фојница, 29. децембар 1983) је српски филмски, позоришни и ТВ глумац.

## Биографија и каријера
Рођен је 1983. године у Фојници. Поред глуме 10 година играо је фудбал за Козару из Градишке, а био је уметнички директор позоришта „Град” у Градишкој.
Основну и средњу школу завршио је у Градишки, а године 2004. Академију уметности Универзитета у Бањој Луци, одсек глума у класи доц. Жељка Митровића. Члан је Народног позоришта Републике Српске, а за свој рад на пољу глуме је освојио бројне награде.
Први пут на филму појавио се у краткометражном филму Непребол из 2005. године. Значајне улоге остварио је у ТВ серији То топло љето, као Сићко, у филмовима Хотел Балкан као Јава и Дара из Јасеновца где је имао улогу Милета Илића, Дариног оца.

## Филмографија
| Год.       | Назив                           | Улога                     |
| ---------- | ------------------------------- | ------------------------- |
| 2000-е     |                                 |                           |
| 2005.      | Непробол                        |                           |
| 2006.      | Потера                          | полицајац 1               |
| 2008.      | То топло љето                   | Сићко                     |
| 2010-е     |                                 |                           |
| 2011.      | Здухач значи авантура           | Ненад                     |
| 2014.      | Уздах на крову                  |                           |
| 2015.      | Last Perspective                |                           |
| 2015.      | Студио 4                        |                           |
| 2017.      | Месо                            | Суки                      |
| 2017.      | Брачне кризе                    | Рашо                      |
| 2018.      | Градишки прото                  | водник Мирко              |
| 2018.      | Месо                            | Суки                      |
| 2020-е     |                                 |                           |
| 2020.      | Убице мог оца                   | Шакал                     |
| 2020.      | Кости                           | молер Мики                |
| 2020.      | Хотел Балкан                    | Јава                      |
| 2020.      | Учитељ у ланцима                | Вељко Чубриловић          |
| 2020.      | Дара из Јасеновца               | Миле Илић                 |
| 2020.      | Everything in its Right Place   |                           |
| 2021.      | Лихвар                          | Блечић                    |
| 2021.      |                                 |                           |
| 2021.      | Коридор 92                      | Војник ВРС                |
| 2022.      | Либерта — рађање града          | Максим Таборовић          |
| 2022.      | Усековање                       | Милан                     |
| 2023.      | Дара из Јасеновца (мини-серија) | Миле Илић                 |
| 2023.      | Олуја                           | Дане / Бојан              |
| 2023.      | Аутопут                         | Нови                      |
| 2023.      | Момак и девојке                 | Ђура                      |
| 2023.      | Посета                          | Лаки                      |
| 2021-2023. | Певачица                        | инспектор Бојан           |
| 2024.      | Недеља                          | Александар Радуловић Фута |
| 2024.      | У клинчу                        |                           |
| 2024.      | Мачји крик                      |                           |
| 2024.      | Недеља                          | Александар Радуловић Фута |
| 2024.      | Воља синовљева                  |                           |
| 2025.      | Црна свадба                     |                           |
| 2025.      | Мраз                            |                           |
| 2025.      | Сумпор                          |                           |
| 2025.      | Василија прекрасна              |                           |
| 2025.      | Кад поново умрем                | Ацо                       |
| 2025.      | Биће нових лета (филм)          | Андрија Шкрбић            |
| 2025.      | Биће нових лета                 | Андрија Шкрбић            |
| 2025.      | Саучесници                      | Зоран                     |
| 2025.      | Рука правде (филм)              |                           |
| 2025.      | Рука правде (серија)            |                           |

## Позоришне улоге
- Коп, Мадам Сан Жен, режија М. Краљ
- Крсто Бува, Магареће године, режија А. Пејаковић
- Мустафа, Омер паша Латас, режија Н. Дугалић
- Клитандар, Учене жене, режија С. Бодрожа
- Франц, Стаза дивљачи, режија Ф. Гринвалд
- Радник,Син, Радничка хроника, режија А. Ђорђевић
- Посетилац, Лијепи, велики, јаки, режија Г. Дамјанац
- Филип Трнавац, Путујуће позориште Шопаловић, режија В. Лазић
- Винћенцо, Укроћена горопад, режија В. Ђурковић
- Више улога, Кухиња, режија М. Матерић
- Више улога, Четрнаеста, режија А. Ђорђевић
- Алексеј Војнов, Праведници, режија Б. Лазић
- Др Ранк, Луткина кућа (Нора), режија Н. Брадић
- Кумић Мита, Мрешћење шарана, режија Е. Савин
- Андреја, син млађи, Родољуб (Чујеш ли, мама, мој вапај?), режија С. Перишић
- Више улога, Часови у којима нисмо ништа знали једни о другима, режија М. Матерић
- Рака, Госпођа министарка, режија М. Краљ
- Сима Сокић, Народни посланик, режија Н. Пејаковић
- Ацо, Синови умиру први, режија М. Мисирача
- Коста Херман, Последњи мејдан Петра Кочића, режија Н. Брадић
- Пијанац 2, Швајцарска, режија М. Нешковић
- Учитељ Ранко, Подвала, режија Ђ. Тешић
- Синиша, Балон од камена, режија Ф. Гринвалд
- Каролина Нојбер, режија К. Младеновић
- Колман Конор, Усамљени запад, режија Б. Божичковић

## Награде и признања
- Награда за најбољег младог глумца БиХ, Сусрети позоришта/казалишта БиХ, Брчко (улога Мустафе у представи Омер паша Латас) (2007)[6]
- Награда за најбољег младог глумца БиХ, Сусрети позоришта/казалишта БиХ, Брчко (више улога у представи Радничка хроника) (2011)
- Награда за најбољег младог глумца БиХ, Сусрети позоришта/казалишта БиХ, Брчко (улога Аце у представи Синови умиру први) (2016)[3]
- Награда за најбољу мушку улогу, Трећи међународни фестивал Мартина Мекдоне, Перм (за улогу Колмана Конора у представи Усамљени запад) (2018)
- Најбољи глумац сезоне 2017/2018. по одлуци Уметничког савјета Народног позоришта Републике Српске (2018)
- Награда за најбољег младог глумца, XXVII Међународни фестивал позоришне класике „Вршачка позоришна јесен” (улога Раскољников у представи Злочин и казна) (2019)
- Награда за најбољег глумца Фестивала, XXIV Међународни фестивал малих сцена и монодраме ,Источно Ново Сарајево, (улога Колмана Конора у представи Усамљени запад) (2019)[3]